# Regione di Arta
La regione di Arta è una delle sei regioni dello stato di Gibuti, creata nel 2003 con territori che precedentemente erano amministrati dalla città di Gibuti e dalla Regione di Dikhil con 50 017 abitanti al 2019.
A nord si affaccia sul golfo di Tagiura e confina con le regioni di Tagiura e Gibuti, a ovest con la regione di Dikhil, a sud con la regione di Ali Sabieh e ad est con la Somalia. 
Capoluogo della regione è la città di Arta che si trova 42 km a ovest della capitale Gibuti.

## Principali municipalità
Le principali municipalità della regione sono:
- Arta
- Loyada